# مجموعه ورزشی چونگجو
مجموعه ورزشی چونگجو (به لاتین: Cheongju Sports Complex) یک ورزشگاه فوتبال در کره جنوبی است که در چئونگ‌جو واقع شده‌است.